# ナショナル・ポートレート・ギャラリー
ナショナル・ポートレート・ギャラリー（英: National Portrait Gallery）あるいは日本語で国立肖像画美術館（こくりつしょうぞうがびじゅつかん）は、ロンドンの美術館ナショナル・ギャラリーの別館であり、肖像画専門の美術館である。

## 概要

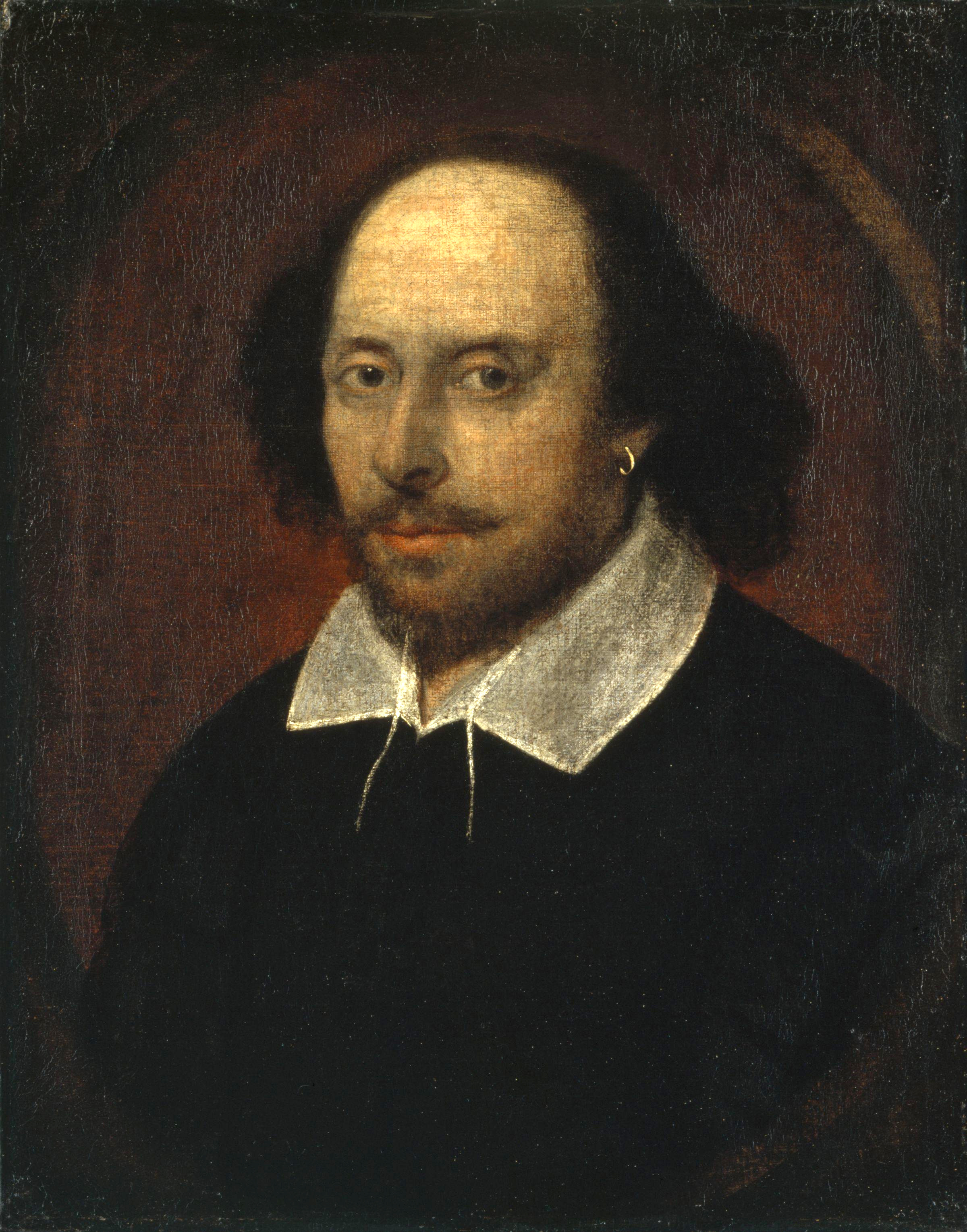
シェイクスピアの肖像画

設立は1856年で、収蔵している作品は約1300点。イギリスの歴史上の人物から近年活躍している俳優まで年代ごとに展示されており、肖像画、写真、イラスト、彫刻などあらゆる形態のポートレイトがある。
入場料金は無料だが、少額の寄付を募っている。館内には関連書物やお土産の販売店、カフェテリアがある他、日本語や英語、スペイン語などの音声ガイドもある。

## 所在地
- St. Martin's Place, London WC2H 0HE U.K.
- 地下鉄チャリング・クロス駅またはレスター・スクエア駅から徒歩で5分くらい。ナショナル・ギャラリーの隣。

## コレクション

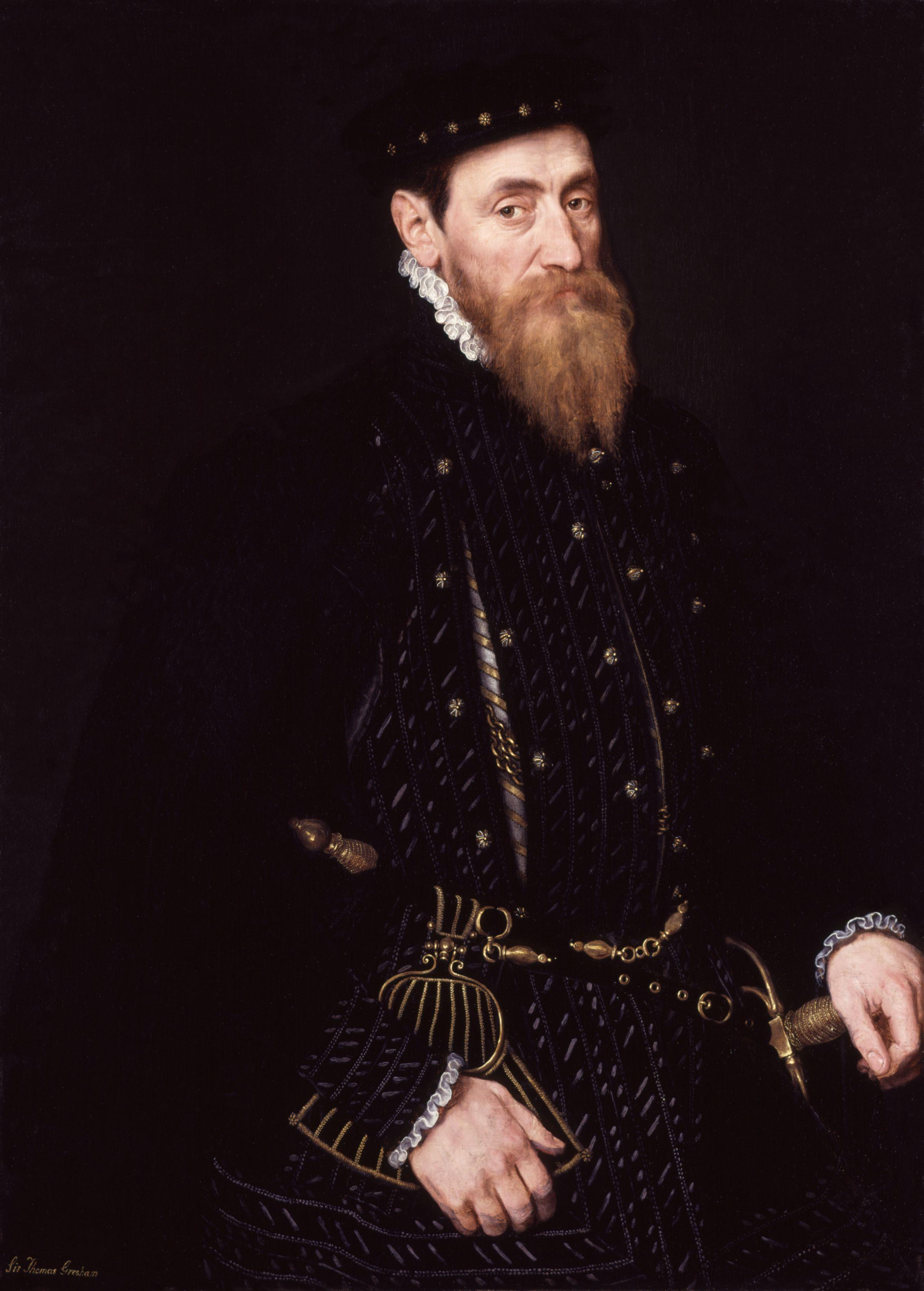
トーマス・グレシャム(c.1565) アントニス・モル作
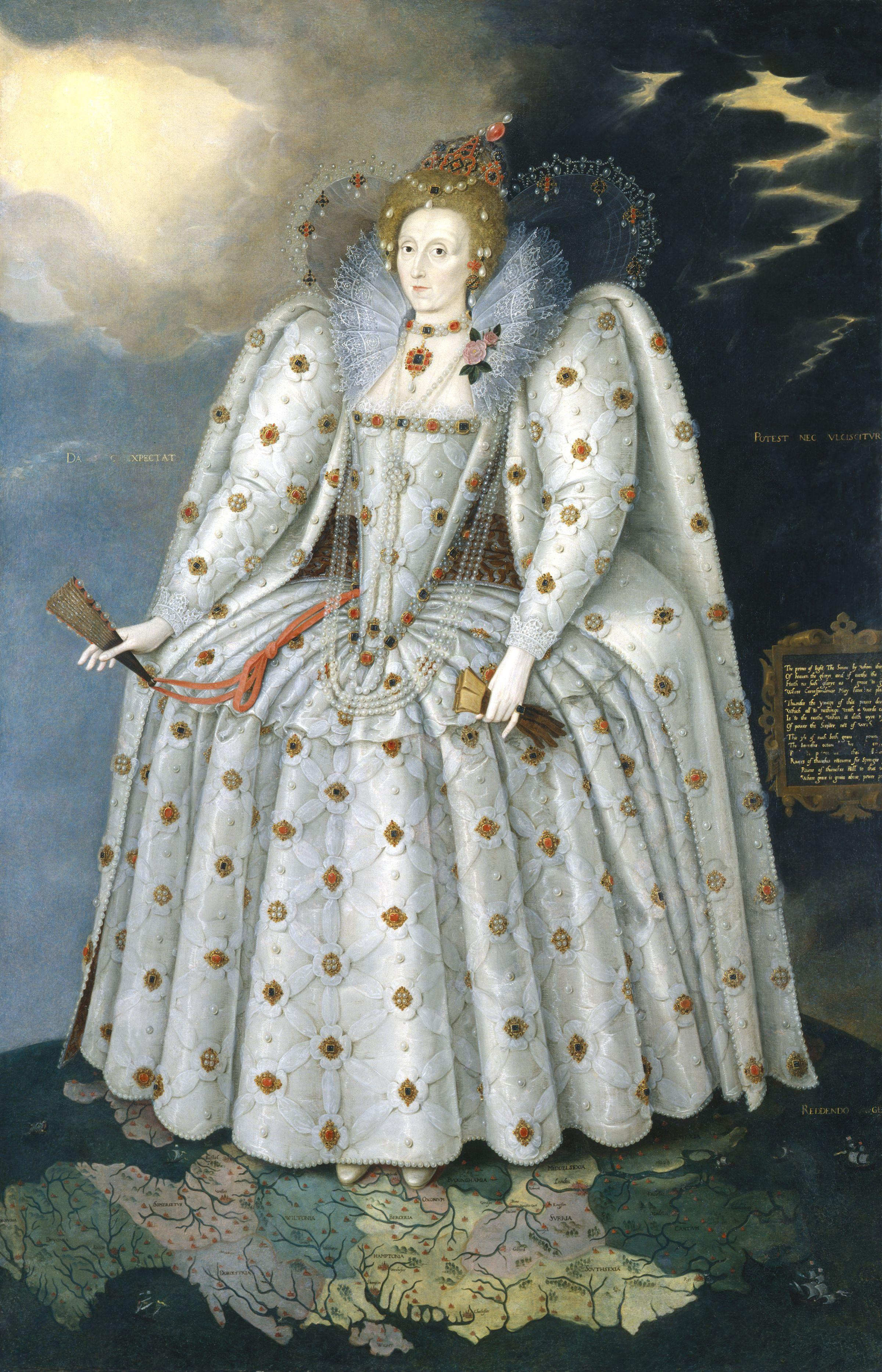
エリザベス1世 (イングランド女王)(1592) Marcus Gheeraerts the Younger作
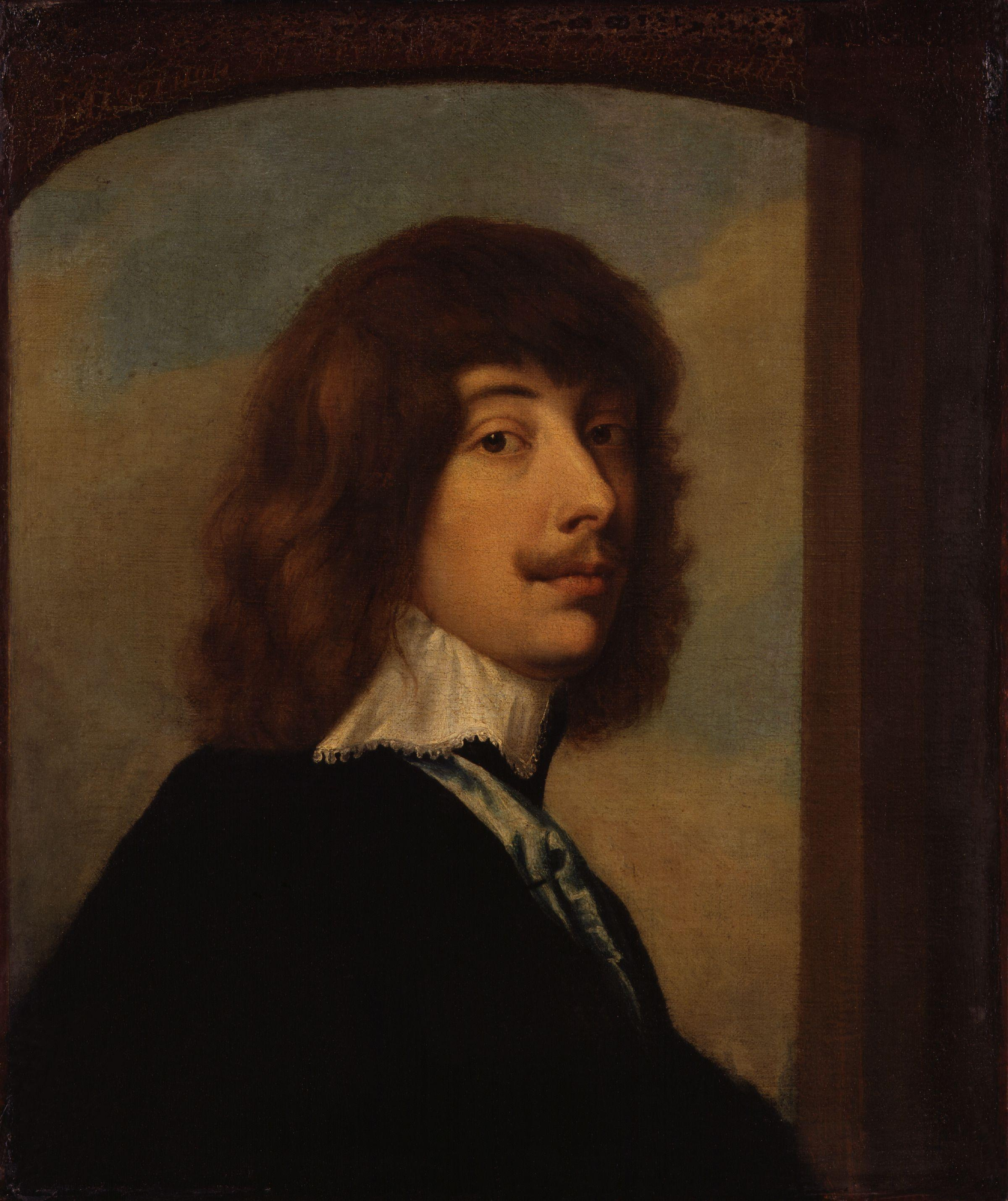
アルジャーノン・パーシー (1620-1621) アンソニー・ヴァン・ダイク作
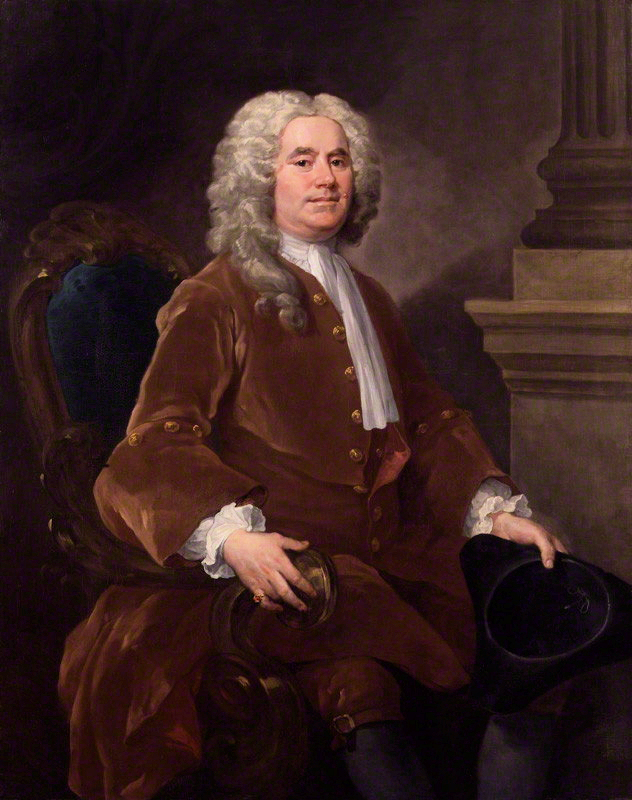
ウィリアム・ジョーンズ (数学者)(1740) ウィリアム・ホガース作
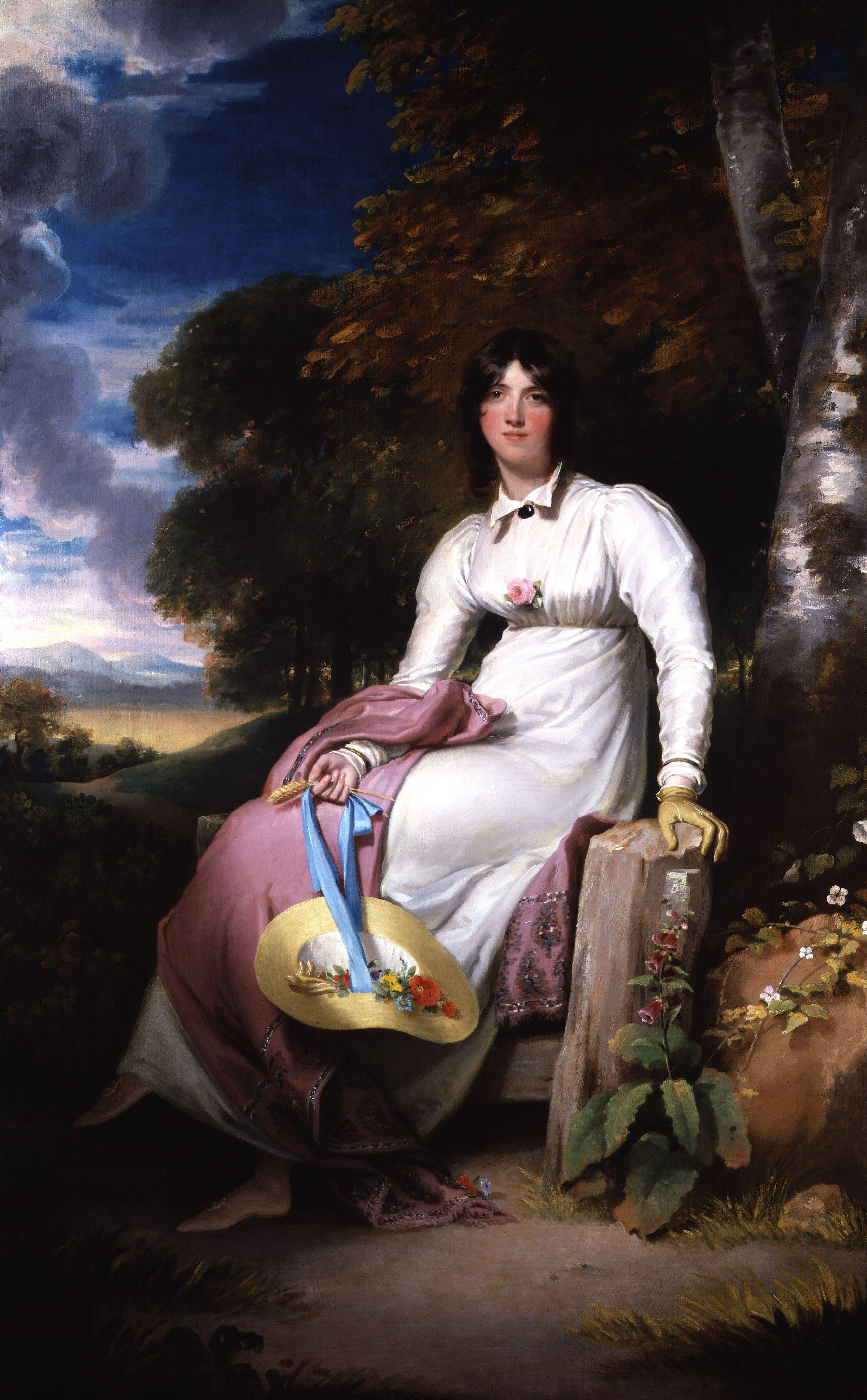
フランシス・バーデット卿の夫人 トーマス・ローレンス 作
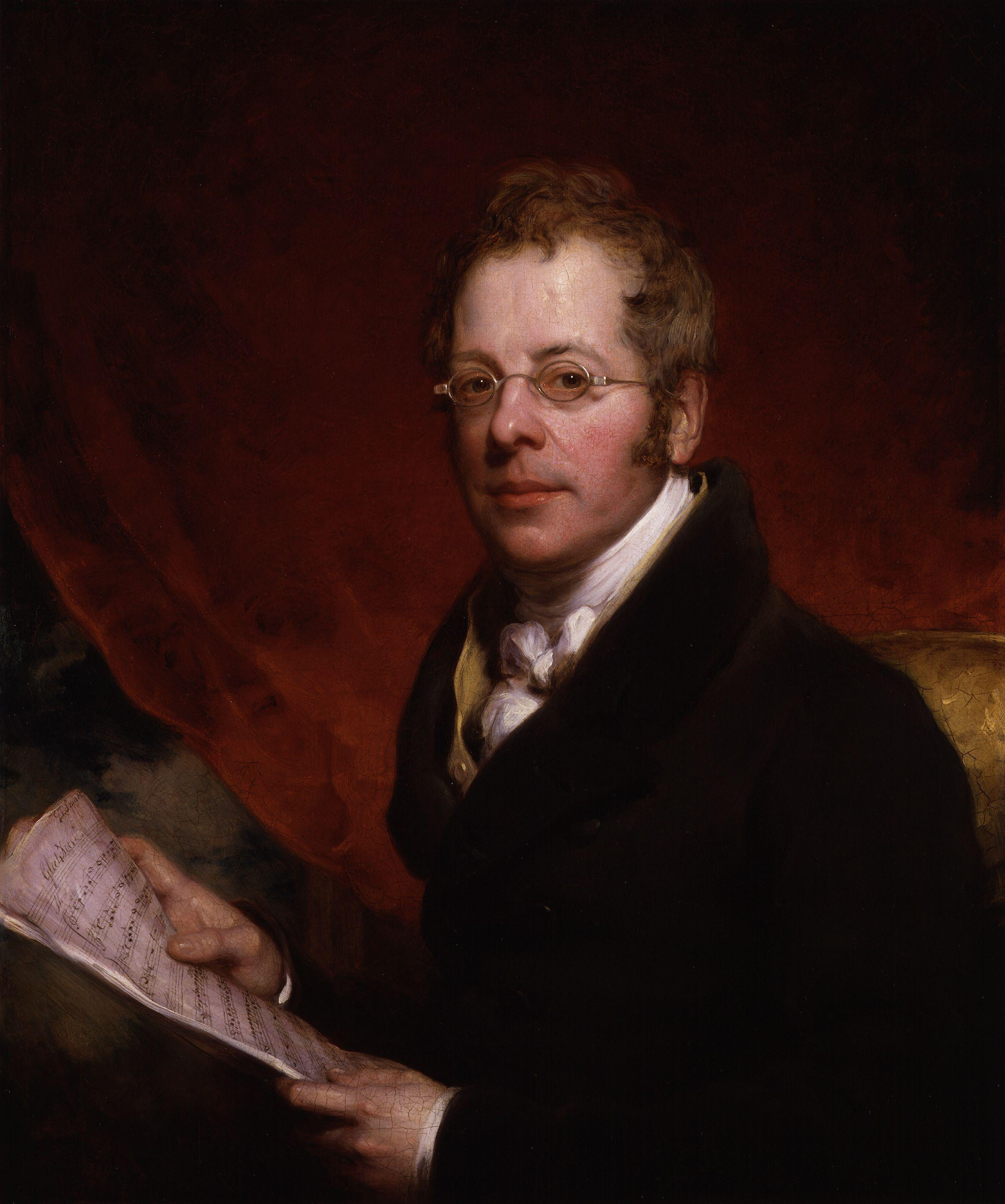
ジョージ・トーマス・スマート ウィリアム・ブラッドリー作

## 参照
1. ↑  “The Art Newspaper Ranking VISITOR FIGURES 2016” (PDF).   The Art Newspaper. 2016年10月17日閲覧。